# Президентские выборы в Италии (2022)
Президентские выборы в Республике Италия прошли в период с 24 по 29 января 2022 года, на которых был избран XII Президент Италии национальным парламентом Италии и представителями регионов. Продлившееся несколько дней выборы привели к тому, что действующий Президент был переизбран подавляющим большинством голосов, получив второе по количеству голосов мест в истории всех кандидатов по итогам выборов, также став вторым в истории страны Президентом, переизбранным на второй срок.

## Предшествующие события
По итогам выборов 2015 года, Президентом Италии был избран Серджо Маттарелла, получив широкую поддержку от избранных партий и, в частности, от коалиции левоцентристов. По итогу, Президенту во время своего правления пришлось столкнуться как минимум с четырьмя правительственными кризисами и пандемией COVID-19. По итогу, Серджо заявил, что тот не готов избираться на второй срок, при этом не готовы были и избираться в принципе ряд авторитетных и значимых политиков Италии.

## Предвыборная гонка
Первым, кто высказался о намерении стать Президентом, или хотя бы попытаться избраться на второй срок, стал Марио Драги, что привело к бурным обсуждениям возможных будущих преемников Маттареллы, что привело в итальянской политике к дискуссии о допустимости и последствиях возможного избрания премьер-министра на должность Президента. Множество национальных и зарубежных обозревателей стали говорить о Драги как о наиболее вероятном будущем президенте страны.
14 января правые силы выдвинули Сильвио Берлускони в качестве своего кандидата на пост Президента, что вызвало шквал критики от левоцентристов, которые опасались, что таким образом Парламент будет окончательно разделён. Уже 22 января тот был вынужден снять свою кандидатуру, заочно признав своё поражение.
16 января ультралевые представили своего кандидата на пост Президента — Паоло Маддалена, однако уже при голосовании часть левых сил отказалась за него голосовать из-за позиции последнего по поводу абортов и однополых браков, отдав часть своих голосов Марко Каппато.